# Avish Khebrehzadeh
Avish Khebrehzadeh (1969) è una disegnatrice, pittrice e fotografa iraniana.
Realizza alternativamente sia singole opere di disegno, pittura, fotografia e video installazioni, sia opere "composte" fondendo più mezzi espressivi fra loro. I suoi disegni e installazioni sono state esposte in alcune Biennali e fanno parte di collezioni pubbliche e museali. Di origine iraniana è conosciuta anche negli Stati Uniti ed in Europa come pure in Italia, dove nel 2003, riceve il Leone d'oro come miglior giovane artista italiana nell'ambito della 50ª Biennale di Venezia. La Khebrehzadeh appartiene, come asserisce anche The New York Times, ad un gruppo ristretto di «artisti della diaspora» iraniana.

## Biografia
(Avish Khebrehzadeh)
Avish cresce in una famiglia da cui riceve stimoli che segneranno la sua carriera di artista. Da una intervista rilasciata a il manifesto nel 2003 dichiara che trascorre la sua infanzia e la giovinezza in una famiglia dove i suoi stessi genitori e la relativa "atmosfera" famigliare influenzeranno le sue scelte future, infatti il padre era insegnante di letteratura persiana e la madre nutriva un grande interesse per la poesia. Cresce quindi e culturalmente si "nutre" in un ambiente circondato anche dai colti frequentatori di casa, di amici di suo padre e di sua madre, che vede alternarsi poeti, scrittori ed artisti che parlano e discutono di poesia, di arte e di letteratura e «di antiche storie e di lontani racconti della nostra tradizione. Un immaginario carico di fascino e di malinconia, ma anche di un costante anelito e di grande ardore».
Ben presto però, a causa della rivoluzione iraniana si trasferisce prima in Italia, a Roma, e quindi negli Stati Uniti dove stabilisce la sua residenza e studierà fotografia al Corcoran Gallery of Art di Washington. Nel precedente lungo periodo romano studia pittura all'Accademia di belle arti di Roma e incomincia ad operare come pittrice e disegnatrice. Nel 2003 alla Biennale di Venezia le viene assegnato un Leone d'oro, con la motivazione di: miglior giovane artista italiana.

### Formazione artistica e critiche
(Laurence Dreyfus su Le Monde)
Gioventù a Theran, quindi a Roma e poi Washington, la formazione artistica della Khebrehzadeh è influenzata da quella «vita nomade» che la porta in periodi diversi, in paesi con culture differenti. È lei stessa in una intervista ad ammettere che «la radice delle mie opere nasce in Iran, da una visione "orientale" della vita, le forme invece attingono dall'arte conosciuta in Italia, dalla semplicità dell'arte pre-rinascimentale e quindi dalla filosofia dell'Arte Povera»
Il suo percorso artistico infatti è connotato sin dall'inizio dalla semplicità di espressione, uno stile essenziale descritto da un catalogo di una mostra che definisce quello dei dettagli, delle forme e delle animazioni della Khebrehzadeh «un proprio stile "infantile" ed un tratto delicato e essenziale» che usa mezzi semplici come la resina e olio d’oliva. Anche le forme ed i contenuti sono ridotti all'essenziale, tanto che in quel catalogo si fa notare che «Le forme, specie quelle umane, sono accennate, quasi a non voler sporcare o appesantire le figure: bambini, omini senza volto, persone semplici. I contenuti riportano a un universo conosciuto, a tratti familiare, così alle figure si sommano gli animali (elefanti, scimmie, pesci, cani e uccelli), presenze vegetali (fiori, alberi, montagne) così come semplici azioni (mangiare, camminare, dormire, incontrarsi)»
Anche nelle video installazioni è evidente lo stile "infantile" dell'artista iraniana, tanto che Ludovico Pratesi de la Repubblica ne sottolinea lo «spirito ludico e giocoso dei disegni animati» ottenuti da «piccoli oli e grandi disegni sui quali sono proiettati video e cartoon della stessa artista»
D'altronde il Washington Post del 23 settembre 2004 in un lungo articolo, rilevava alcuni aspetti critici sulla notorietà della Khebrehzadeh. Affermava infatti che per un artista di Washington «le realizzazioni di Avish Khebrehzadeh sarebbero singolari», non solo per essere stata inclusa nel 2003 fra i partecipanti della Biennale di Venezia «(quasi inaudito per un artista di Washington)», ma per averla anche vinta con un Leone d'oro. Il quotidiano della capitale americana evidenziava che almeno "sulla carta" la Khebrehzadeh si distingueva da molti altri artisti tanto che le biografie sull'artista, più che mettere in risalto i suoi studi, mettevano in evidenza il suo «pedigree multinazionale», con i suoi natali «esotici» a Teheran (molto gradito nel mondo dell'arte), e la scuola fatta in Italia con la sua «inclusione italiana» alla Biennale di Istanbul nel 1999 (stessa cosa avvenuta poi per la Biennale di Venezia). Un talento messo in 
dubbio anche perché «il suo lavoro appariva indifferente con la politica» con critiche anche alle sue video installazioni e sulla musica malinconica dei video.

## Premi
- Leone d'oro, 2003, Biennale di Venezia

## Biennali[20]
- 1992, Tehran,  First Iranian Art Biennial,  Museum of Contemporary Art
- 2003, Venezia, 50° Biennale di Venezia
- 2008, Liverpool, Liverpool Biennale 2008, Tate Liverpool

## Opere in alcuni Musei e Gallerie
- MAXXI - Museo nazionale delle arti del XXI secolo - Roma
- Rhode Island School of Design Museum - Providence
- Museum of Old and New Art - Hobart

## Principali mostre personali e collettive
- 2000, Helsingborg, Collettiva, Vikingsberg Art Museum
- 2000, Roma, Collettiva, Palazzo Chigi-Odescalchi
- 2001, Monaco di Baviera, Collettiva, Ursula Blickle Stiftung
- 2001, Ludwigsburg, Personale, Kunstverein Ludwigsburg
- 2001, New York, Collettiva, Animations P.S.1
- 2003, Copenaghen, Collettiva Charlottenborg Exibition Hall
- 2003, Berlino, Collettiva, Animations Kunst Werke
- 2004, Washington, Personale, Conner Conteporary Art
- 2004, Milano, Collettiva, Raffaella Cortese Gallery
- 2005, Londra, Collettiva, Sketch Gallery
- 2005, Bonn, Collettiva, Frauenmuseum
- 2005, Seul, Collettiva, Ewha Art Center
- 2006, Ginevra, Collettiva, Centre pour l'Image Contemporaine Saint-Gervais
- 2006, New York, Collettiva, International Contemporary Art Fair
- 2006, Washington, Personale, Conner Conteporary Art
- 2006, Providence, Personale, RISD Museum
- 2007, Siviglia, Collettiva, Centro Andaluz de Arte Contemporaneo
- 2007, Washington, Collettiva, Curator's Office Contemporary Art
- 2008, Londra, Collettiva, Barbacian Centre
- 2008, Tokio, Collettiva,The National Museum of Modern Art
- 2008, Cambridge, Collettiva, Kettle's Yard
- 2009, Providence, Personale, RISD Museum
- 2009, Fort Worth, Personale, Fort Worth Contemporary Arts
- 2009, New York, Personale, Albion Gallery New York
- 2009, Londra, Personale, Albion Gallery London
- 2009, Roma, Collettiva, Galleria S.A.L.E.S.
- 2009, Parigi, Collettiva, Galerie Thaddeus Ropac
- 2010, Roma,  Collettiva, MAXXI - Museo nazionale delle arti del XXI secolo
- 2011. New Orleans, Personale, Collins C. Dibbol Art Gallery - Loyola University New Orleans
- 2011, Londra, Collettiva, Film Festival
- 2011, Park City, Collettiva, Sundance Film Festival
- 2011, Salt Lake City, Collettiva, Salt Lake Art Center
- 2013, Kraichtal, Collettiva, Ursula Blickle Stiftung
- 2013, Torino, Personale, Galleria civica d'arte moderna e contemporanea (GAM)
- 2016, Roma, Personale, Fondazione Volume
- 2023, Roma, Moon Tree, Studio SALES di Norberto Ruggeri